# Notograptus gregoryi
Notograptus gregoryi è un pesce osseo di acqua salata del genere Notograptus che vive prevalentemente al largo del nord-ovest dell'Australia.